# Сезонът на канарчетата
„Сезонът на канарчетата“ е български игрален филм (драма) от 1993 година на режисьора Евгений Михайлов, по сценарий на Николай Вълчинов. Оператор е Ели Йонова. Музиката във филма е композирана от Кирил Дончев.

## Сюжет
Идва моментът, когато една жена трябва да направи равносметка за своя живот пред сина си. Началото на 60-те години. Лили и Славчо се обичат. Те завършват гимназия. Славчо отива войник и Лили остава сама. От една случайна връзка с Иван – син на местен големец, се ражда нейният син Малин. Лили напуска Иван. Опитва се сама да се грижи за детето си, за по-малката си сестра и баща си. Но съдбата ѝ отрежда съвсем друга роля. Лили преминава през ужасите на социалистическия концлагер и психиатрична клиника. И през всички тези години тя успява да съхрани човешкото си достойнство и морал. Но може ли Малин, научил цялата истина, да я понесе и живее с нея? В неговия бунт срещу това, което го заобикаля, той става невинна жертва в една катастрофа...

## Състав

### Актьорски състав
| Роля                             | Изпълнител                                                     |
| -------------------------------- | -------------------------------------------------------------- |
| Лиляна Кръстева Цветкова         | Параскева Джукелова Пламена Гетова                             |
| Малин Кръстев Цветков            | Микаел Дончев Михаил Александров Велко Марев Радослав Василиев |
| Славчо                           | Иво Сиромахов Елефтери Елефтеров                               |
| Иван                             | Петър Попйорданов                                              |
| Леля Ади                         | Невена Коканова                                                |
| Марги                            | Ани Вълчанова                                                  |
| Кръстьо Цветков, бащата на Лили  | Веселин Вълков                                                 |
| Станка Цветкова, майката на Лили | Миланка Пенева                                                 |
| Маргарита, сестра на Лили        | Анна Гелинова                                                  |
| Върбан                           | Радослав Блажев                                                |
| Танаси „Таско“                   | Пламен Сираков                                                 |
| Георги Сотиров – „Чико“          | Николай Урумов                                                 |
| Лада                             | Албена Ценева                                                  |
| Цецка                            | Светла Василева                                                |
| Леля Руска                       | Цветана Денкова                                                |
| Юлка                             | Албена Чакърова                                                |
| Учителката                       | Бистра Тупарова                                                |
| Другарката Сейкова               | Мая Зуркова                                                    |
| Пъпа                             | Димитър Недков                                                 |
| Фердо                            | Иван Гайдарджиев                                               |
| Приятеля на Лада                 | Павел Ангелов                                                  |
| Насилника                        | Михаил Еленов                                                  |
| Побойника                        | Петър Бъчваров                                                 |
| Отрядник                         | Георги Тупаров                                                 |
| Другаря Паунов                   | Айман Ахмед                                                    |
| Майката на Славчо                | Марина Маринова                                                |
| Леля Велка                       | Ани Гунчева                                                    |
| Д-р Янев                         | Явор Дачков                                                    |
| Медицинска сестра                | Цветана Енева                                                  |
| Приятелката на Иван              | Яна Новакова                                                   |
| Щерев                            | Димо Димов                                                     |
| Другаря Милев                    | Никола Рударов                                                 |
| Майорът                          | Пламен Дончев                                                  |
| Председател на съда              | Йорданка Цанева                                                |
| Съдебен заседател                | Веселин Цанев                                                  |
| Санитарят                        | Пенко Иванов                                                   |
| Шофьор на тир                    | Владимир Карамфилов                                            |
| Учител на физкултура             | Любомир Димитров                                               |
| Лагерничка                       | Милена Дакова                                                  |
| Надзирателка                     | Антония Драгова                                                |
| Циганин                          | Антон Миланов                                                  |
| Надзирател                       | Пейчо Драгоев                                                  |

### Технически екип
| Режисьор                          | Евгений Михайлов                                                                                        |
| Сценарий                          | Николай Вълчинов                                                                                        |
| Оператор                          | Ели Йонова                                                                                              |
| Художник                          | Борис Нешев                                                                                             |
| Костюми                           | Елена Демякова Владислав Шмидт                                                                          |
| Грим                              | Юлия Радославова                                                                                        |
| Музика                            | Кирил Дончев                                                                                            |
| Звукорежисьор                     | Стефана Сивриева                                                                                        |
| Монтаж                            | Йорданка Бъчварова                                                                                      |
| Редактор                          | Мая Даскалова                                                                                           |
| Директор                          | Димитър Гологанов                                                                                       |
| Втори режисьор                    | Димитър Георгиев                                                                                        |
| Асистент-режисьор                 | Айман Ахмед                                                                                             |
| Скриптер                          | Мария Иванова Цветана Атанасова                                                                         |
| Втори оператор                    | Георги Тупаров                                                                                          |
| Асистент-оператор                 | Емил Рашев                                                                                              |
| Асистент-оператор на фокуса       | Любомир Димитров                                                                                        |
| Камерен техник                    | Атанас Атанасов                                                                                         |
| Втори художник                    | Красимир Пашкулев                                                                                       |
| Осветление                        | Георги Михайлов Борислав Кръстанов Румен Идакиев Стефан Янков Тодор Костов Ангел Ангелов Пенко Иванов   |
| Асистент по монтажа               | Мария Кацева                                                                                            |
| Тонтехници                        | Любчо Стефанов Мартин Захариев                                                                          |
| Реквизит                          | Росица Хампарова Емил Голаров                                                                           |
| Декори                            | Ангел Величков                                                                                          |
| Гардероб                          | Ана Качулева Маргарита Трасиева                                                                         |
| Асистент по грима                 | Мариана Захариева Олга Василева                                                                         |
| Организатори                      | Марио Тодоров Иван Абаджиев                                                                             |
| Касиер                            | Радка Деянова                                                                                           |
| Кран и фарт                       | Иван Нешев Димитър Пиринчев Петър Анев                                                                  |
| Фотограф                          | Тодор Костов                                                                                            |
| Пиротехника                       | Емил Емилов                                                                                             |
| Специална пиротехника             | Александър Кънчев                                                                                       |
| Каскади                           | Димитър Кехайов                                                                                         |
| Транспорт                         | Ангелина Иванова Данаил Данаилов Иван Миндилов Иван Пашалийски Иван Станоев Захари Ватахов Генчо Пенов  |
| Комбинирани снимки                | Тотьо Начев Величко Димов Димитър Гъркинов                                                              |
| Цветен четец                      | Габриела Минчева                                                                                        |
| Юридически консултант             | Александър Иванов                                                                                       |
| Тон инженер                       | Александър Бъчваров                                                                                     |
| Звукови ефекти                    | Любчо Стефанов                                                                                          |
| Dolby Stereo мишунг               | Иван Венциславов                                                                                        |
| Художествен ръководител           | Людмил Кирков                                                                                           |
| Във филма е използвана музика на: | Пьотър Чайковски Елвис Пресли Пол Анка Форинър Чуби Чекър Нийл Седака                                   |
| Distributed by                    | Национален филмов център Студия за игрални филми „БОЯНА“ Творчески колектив „ПОГЛЕД“ /Copyright © 1993/ |

## Награди
- Наградата за режисура на Евгений Михайлов, ФБФ (Варна, 1994).
- Наградата за женска роля на актрисите Параскева Джукелова и Пламена Гетова, ФБФ (Варна, 1994).